# Ad hoc

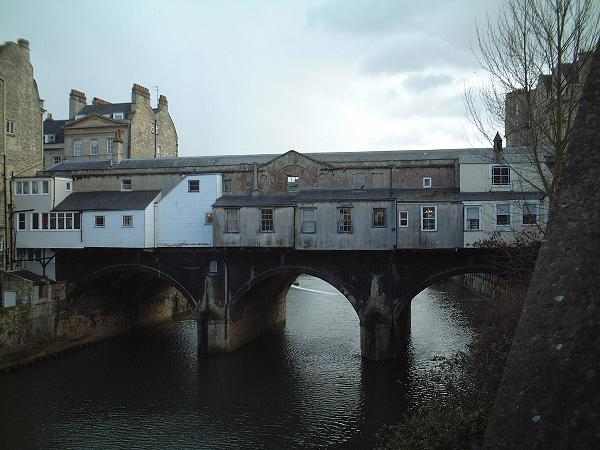
Ponte Pulteney em Bath, com lojas ad hoc.

Ad hoc é uma expressão latina cuja tradução literal é "para isto" ou "para esta finalidade". Geralmente se refere a uma solução especificamente elaborada para um problema ou fim preciso e, por tanto, não generalizável e nem utilizável para outros propósitos. É geralmente empregada, sobretudo em contexto jurídico, também no sentido de "para um fim específico". Por exemplo: um advogado "ad hoc" (nomeado apenas para um determinado ato jurídico). Em sentido amplo, ad hoc no mundo científico é chamado de algo que é uma exceção à lei estabelecida, por exemplo, um tribunal é adicionado fora do sistema ordinário para um caso específico.
No meio acadêmico, o revisor "ad hoc" é o pesquisador que executa a revisão de um trabalho científico submetido para publicação em um periódico ou revista científica sem, contudo, participar como membro permanente do corpo editorial ou de revisores. No meio militar, unidades ad hoc são aquelas formadas por elementos de outras formações que atuam juntos para uma missão específica ou em função temporária. No sistema alemão, estas unidades eram agrupadas em Kampftgruppen (grupos de combate), enquanto no sistema americano eram Task Forces (forças-tarefas).

## Ciência e filosofia
Na filosofia e na ciência, uma hipótese ad hoc é uma hipótese proposta para explicar um fato que contradiz uma teoria, ou seja, para evitar que uma teoria seja rejeitada ou refutada por suas possíveis anomalias e problemas que não foram previstos na forma original. Filósofos e cientistas são continuamente céticos em relação às teorias, fazendo "ajustes ad hoc" de maneira deselegante, uma característica das teorias pseudocientíficas. Muitos trabalhos científicos envolvem modificar teorias ou hipóteses existentes, mas essas modificações diferem de modificações ad hoc, pois as novas mudanças, por sua vez, propõem novos meios ou contraexemplos a serem falsificados ou refutados. Ou seja, a teoria teria que atender às novas restrições com as antigas.
Algumas hipóteses não são suficientes por si mesmas e exigem que sejam colocadas em conjunto com outras, que têm caráter instrumental ou auxiliar, e que são chamadas de "hipóteses auxiliares". Essas hipóteses cumprem o papel de premissas adicionais e devem atender a dois requisitos, sendo:
- ser falsificável.
- Ser contrastado antes ou independentemente das hipóteses fundamentais.

Se esses requisitos não forem atendidos, será dito que é uma hipótese ad hoc. Ou, em outras palavras, é uma afirmação irrefutável destinada a "blindar" a hipótese principal para salvá-la da falsificação. Cientistas são frequentemente céticos sobre teorias que as apresentam frequentemente, não suportando ajustes para sustentá-las. Hipóteses ad hoc são frequentemente características de pseudocientistas. Muito da produção científica reside sobre a modificação de hipóteses existentes ou teorias mas estas modificações são distintas de hipóteses ad hoc no que as anomalias são explicadas propondo um novo significado daquilo que é real e observável. Hipóteses ad hoc compensam anomalias não previstas pelas teorias em sua forma original, ainda não modificada.
Entretanto hipóteses ad hoc não são necessariamente incorretas. Um exemplo de uma aparente hipótese ad hoc apoiada pelas evidências foi a adição por Albert Einstein de uma constante cosmológica à relatividade geral de maneira a permitir um universo estático, não expansivo. Embora ele posteriormente tenha se referido a isto como "seu maior erro", ela tem sido considerada como sendo correspondente às teorias de energia escura.
Uma teoria científica que sofre muitas críticas por usar demasiado número de hipóteses ad hoc é a teoria das cordas, assim como a teoria em cosmologia conhecida popularmente como multiverso.
Um filósofo da ciência que defendia o uso de hipóteses ad hoc foi Paul Feyerabend, um filósofo austríaco.

## Direito
Como termo legal no Direito, ad hoc pode ser interpretado como "para um propósito específico". Por exemplo, um "advogado ad hoc" significa que é um advogado nomeado ou nomeado para aquele caso específico. Pela mesma razão, uma norma ad hoc ou um contrato ad hoc seria aquele que foi elaborado para uma situação específica, e que terá pouca ou nenhuma aplicabilidade além dessa situação.
Da mesma forma, é utilizado para os domicílios dos advogados, quando estes pertencem a outra jurisdição e devem escolher um domicílio ad hoc na jurisdição onde estão a conhecer o processo, razão pela qual escolhem o domicílio ad hoc para esse caso específico.

## Medicina
Esta frase é usada para se referir a "grupos ou comitês ad hoc" criados com um propósito específico para chegar a um consenso unificado sobre certas questões. No direito médico também é usado em conjunto com o termo lex artis, pois não é aplicável de maneira geral, mas sim a uma situação específica ou a um profissional em questão.

## Telecomunicações e informática
Em redes de comunicação ou redes de computadores, uma rede ad hoc é aquela (especialmente sem fio) na qual não há um nó central, mas todos os dispositivos estão em igualdade de condições; sendo ad hoc a maneira mais fácil de construir uma rede. Necessitando apenas 2 placas de rede sem fio ou placas (da mesma tecnologia). Uma vez instalados nos PC, o software de configuração do fabricante é usado para configurá-los em modo ad-hoc, definindo o identificador comum que eles usarão (SSID). Este modo é recomendado apenas no caso de ser necessária a comunicação entre não mais de dois dispositivos. Por exemplo, redes ad hoc são aquelas criadas espontaneamente, sem infraestrutura específica e operando em espaço e tempo limitados.
Na computação, o termo também é usado para se referir a consultas de banco de dados, consultas ad hoc ou relatórios ad hoc. Isso significa que o sistema permite que o usuário personalize uma consulta em tempo real, em vez de ficar preso a consultas pré-construídas para relatórios. As consultas ad hoc geralmente permitem que usuários com pouca experiência em SQL tenham o mesmo acesso às informações do banco de dados, pois esses sistemas que suportam ad hoc possuem interfaces gráficas de usuário (GUI) para gerá-las.
Em engenharia de software, a expressão ad hoc é utilizada para designar ciclos completos de construção de softwares que não foram devidamente projectados em razão da necessidade de atender a uma demanda específica do usuário, ligada a prazo, qualidade ou custo. A expressão também é citada no nível 1 do CMMI, quando a coleta de dados para indicadores é feita ad hoc, ou seja, para resolver determinado problema ou realizar uma tarefa específica. Modelos informais utilizados pelo desenvolvedor de software costumam ser ad hoc, como rabiscar uma ideia para obter maior clareza e simplificação da realidade. Porém, esses modelos não oferecem uma linguagem básica que possa ser compartilhada com outras pessoas facilmente.
Na notação de modelagem de processos de negócios (BPMN) este termo é usado como "subprocesso ad-hoc" e refere-se a um conjunto de atividades agrupadas sem uma ordem lógica de execução pré-estabelecida. Esses subprocessos, ou fragmentos de processos de negócios, são representados por atividades offline, isso significa que de uma atividade você pode continuar para qualquer outra. A ordem de execução das atividades é estabelecida durante a execução do processo de acordo com as condições do negócio apenas no momento de sua execução.